# انتخابات در جمهوری آذربایجان
انتخابات در جمهوری آذربایجان (ترکی آذربایجانی: Azərbaycanda seçkilər) پس از استقلال این کشور از اتحاد جماهیر شوروی، انتخابات در آذربایجان اغلب تحت تأثیر تقلب در انتخابات و سایر شیوه‌های انتخاباتی ناعادلانه، مانند نگه‌داشتن سیاستمداران مخالف به عنوان زندانی سیاسی قرار گرفته است. از سال ۱۹۹۳، حیدر علی اف و پسرش الهام علی اف به‌طور مداوم در قدرت هستند.
انتخابات در این جمهوری اطلاعاتی را که مربوط به  انتخابات و نتایج انتخابات آذربایجان است را در بر می‌گیرد. آذربایجان در سطح ملی کشور یک انتخابات برگزار می‌کند که شامل  انتخاب مجلس قانونگذاری و رئیس‌جمهور جمهوری آذربایجان برای یک دوره هفت‌ساله که توسط مردم انتخاب می‌شود می‌باشد. در رفراندوم سال ۲۰۰۹ قانون اساسی تغییراتی در انتخاب رئیس‌جمهور داده شد و دوره ریاست جمهوری به دو دوره محدود شد. مجلس ملی آذربایجان که شامل مجلس ملی است ۱۲۵ عضو دارد. قبل از سال ۲۰۰۵، ۱۰۰ عضو برای یک دوره پنج ساله انتخاب می‌شدند که ۲۵ عضو آن به وسیله سیستم تناسبی انتخاب می‌شدند. از سال ۲۰۰۵ تمامی ۱۲۵ عضو در یک دوره انتخاباتی در حوزه‌ای انتخاباتی انتخاب می‌شوند. در آذربایجان تنها حزب حاکم است که قدرت را در دست می‌گیرد. هر یک از احزاب سیاسی در آذربایجان دارای همان حقوق و فرصت برای رقابت در انتخابات هستند که در چارچوب قانون اساسی جمهوری آذربایجان و قوانین مربوط به آن تعریف شده است. آخرین انتخابات پارلمانی آذربایجان در روز یکشنبه، ۱ نوامبر ۲۰۱۵ برگزار شد. انتخابات بعدی، انتخابات ریاست‌جمهوری بود که در ۱۱ آوریل ۲۰۱۸ برگزار شد.

## آخرین انتخابات

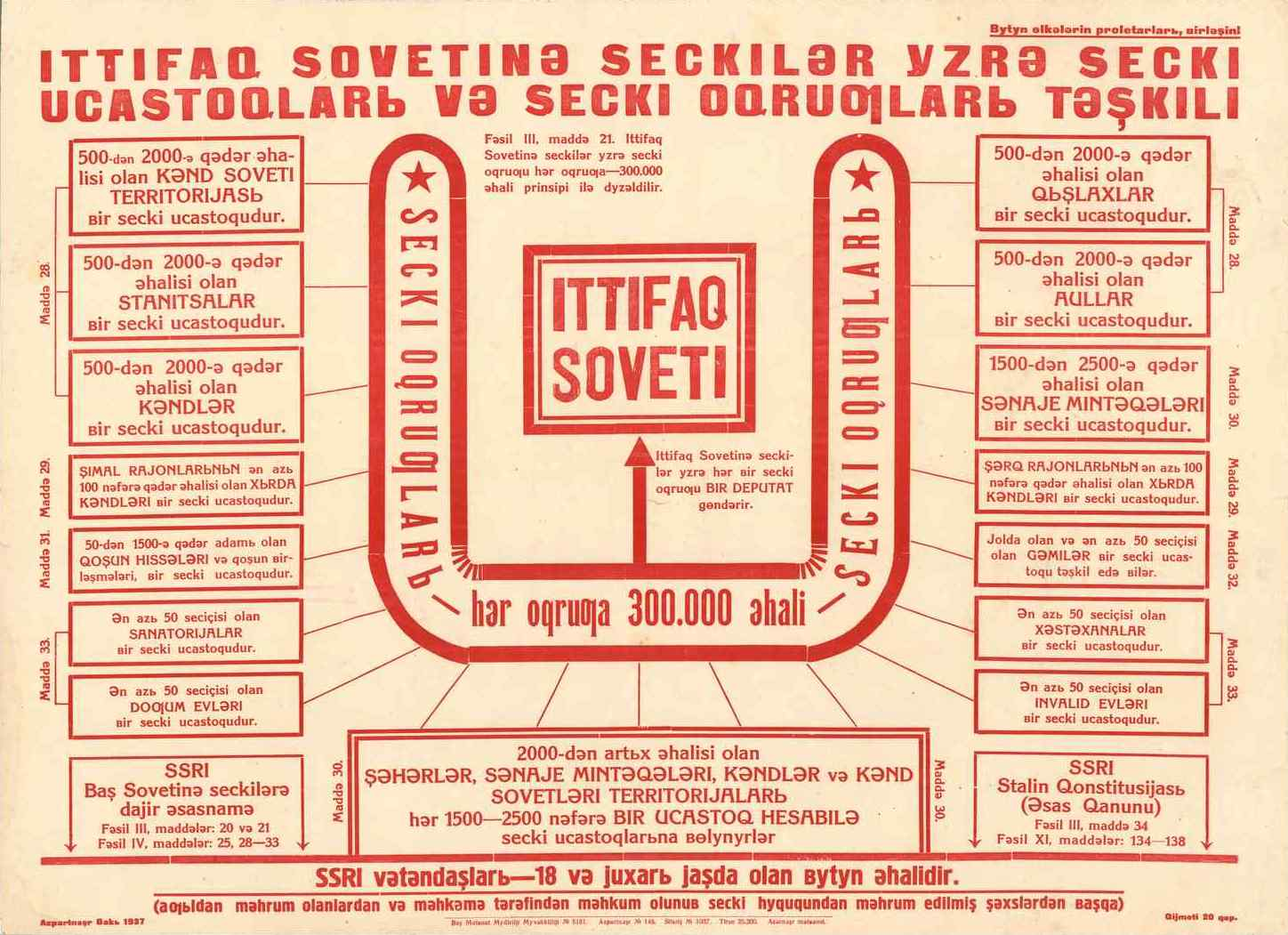
پوستر انتخابات آذربایجان ۱۹۳۷

### انتخابات پارلمانی ۲۰۱۵
- انتخابات پارلمانی آذربایجان (۲۰۱۵)